# Сог (Франция)
Сог (фр. Saugues, окс. Saug) — коммуна во Франции, в регионе Овернь. Департамент — Верхняя Луара. Входит в состав кантона Сог. Округ коммуны — Ле-Пюи-ан-Веле.

## Население

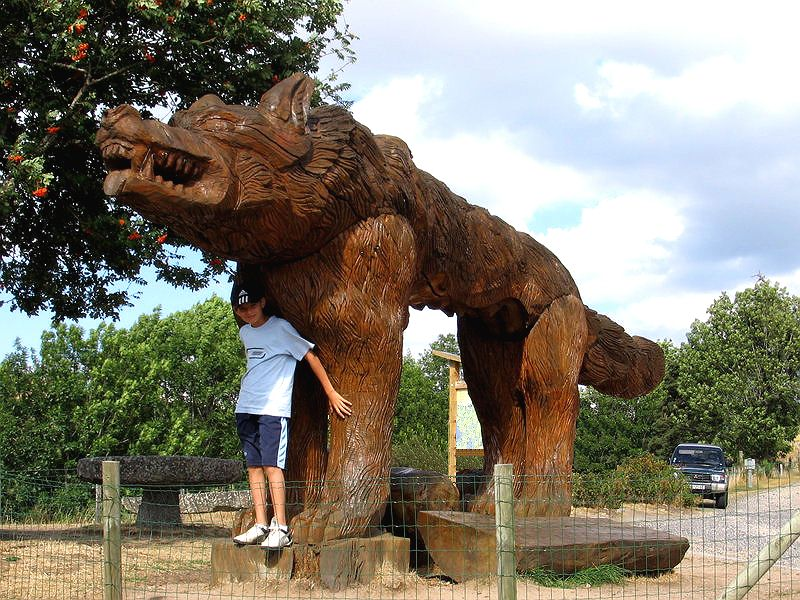
Памятник жеводанскому зверю

Население коммуны на 2010 год составляло 1873 человека.
| 1962 | 1968 | 1975 | 1982 | 1990 | 1999 | 2010 |
| ---- | ---- | ---- | ---- | ---- | ---- | ---- |
| 2640 | 2493 | 2371 | 2288 | 2089 | 2015 | 1873 |

## История
Сог был основан как крепость епископе Альдеберте III в XII веке.
В 1788 году значительная часть центра города была уничтожена пожаром.

## Современность
Сог известен своими сувенирными деревянными башмаками.
В Соге есть Церковь Сен-Медар, башня на Тур-де-Англе XIII века, музей Французского Сопротивления.

## Города-побратимы
- Модав (Бельгия)